# Quintín Romero
Quintín de los Santos Romero Rojas  (San Félix, Atacama, 31 de octubre de 1893 - Santiago, Chile, 25 de julio de 1972) fue un boxeador chileno.

## Biografía
Siendo muy joven, llegó a trabajar en las faenas salitreras del norte, primero en Iquique y luego en Antofagasta, donde laboró cargando sacos de salitre en el muelle histórico. En esta ciudad, fue descubierto por el exboxeador Manuel Bastías y comenzó su carrera en 1921 con victorias locales y con doce peleas sudamericanas, incluida la pelea con el estadounidense Gunboat Smith por el título chileno. Partió a Europa y a Estados Unidos, donde sumó victorias contra Jack Sharkey, quien fue posteriormente campeón de los pesos pesados; Larry Gains, Joe Mc Cann, Johnny Risko, Jack Renault y otros.
En 1924, la revista estadounidense The Ring lo ubicó entre los aspirantes naturales al título en poder de Jack Dempsey, junto a Harry Wills, Tommy Gibson y Charley Weinert, con quien había ganado y perdido. Nunca le dieron la oportunidad de disputar la corona, hasta que su capacidad mermó. En 1925 comenzó el declive de su carrera, así el diario español La Vanguardia del 30 de mayo de 1929 consignó:

Romero actúa en Estados Unidos desde hace seis años. Reapareció frente a Tommy Dorr, perdiendo por fallo de los jueces. Luego combatió con el joven Weiss, perdiendo a los puntos en ocho rounds y el público reprobó la decisión. Le faltó inteligencia en la administración de sus fondos, por ello sigue y todavía ofrece espectáculo por su combatividad y valentía.

Tommy Loughran, uno de los mejores medianos de todos los tiempos, comentó: «Los púgiles sudamericanos e hispanos cuentan con promotores inexpertos, que los apuran en sus carreras y que ni siquiera los preparan convenientemente. Romero Rojas es un ejemplo de ello. Cuando comenzó su carrera en Estados Unidos era un prodigio. Podían propinarle las zurras más severas sin parecer sentirlas. Ahora hasta boxeadores de tercera categoría son capaces de tumbarlo».
Su última pelea fue el 12 de diciembre en Antofagasta con un empate con el local Carlos Carmona. Ese año efectuó varios combates y exhibiciones en la región. Murió el 25 de julio de 1972. Tuvo un hijo llamado Fernando Romero y una nieta llamada Evelyn Romero

## Carrera[2]
| Fecha      | Oponente        | Lugar           | Resultado | Resultado | Round | G-P-E-NC |
| ---------- | --------------- | --------------- | --------- | --------- | ----- | -------- |
| 18/1/1930  | Alex Rely       | Santiago, Chile | P         | KO        | 1     | 1-1-0    |
| 30/11/1929 | Alberto Coleman | Santiago, Chile | G         | KO        | 4     | 1-0-0    |